# Geometrische Quantisierung
Die geometrische Quantisierung ist der Versuch, eine Abbildung zwischen klassischen und Quanten-Observablen zu definieren, die einerseits wie jede Quantisierung den untenstehenden drei Axiomen Paul Diracs entspricht und andererseits in Begriffen der Differentialgeometrie formuliert ist (insbesondere unabhängig von der Wahl bestimmter Koordinaten).

## Definition
Ein wichtiger Bestandteil der geometrischen Quantisierung ist die Abbildung
{\displaystyle Q\colon f\mapsto Q(f)}
{\displaystyle Q(f)(\psi ):=-i\hbar \nabla _{\operatorname {sgrad} (f)}\psi +f\cdot \psi }
In dieser Formel ist {\displaystyle \operatorname {sgrad} (f)} der symplektische Gradient oder auch hamiltonsches Vektorfeld einer Funktion {\displaystyle f} auf dem Raum der klassischen Lösungen einer physikalischen Theorie (z. B. Mechanik, Feldtheorie) und das dreieckige Symbol {\displaystyle \nabla } („Nabla“) eine kovariante Ableitung in einem komplex-eindimensionalen Vektorbündel über diesem Raum, und {\displaystyle \psi } ist ein Schnitt dieses Bündels. Nun wird das Bündel so konstruiert, dass seine  Krümmung und die symplektische 2-Form auf dem Raum der klassischen Lösungen gleich sind (bis auf eine Konstante). Daraus folgt dann, dass die Abbildung die drei Axiome Paul Diracs erfüllt:
1. {\displaystyle Q} ist linear über den reellen Zahlen,
2. Wenn {\displaystyle f} eine konstante Funktion ist, dann ist {\displaystyle Q(f)} der entsprechende Multiplikationsoperator,
3. {\displaystyle Q} überführt (bis auf Konstante) die Poissonklammer des Raums der klassischen Lösungen in den Kommutator der entsprechenden Operatoren.

Nach der Einführung dieser Abbildung („Präquantisierung“) muss noch ein Maß auf dem Raum der klassischen Lösungen gefunden sowie eine Polarisation gewählt werden.

## Vorteile und Nachteile
Ein großer Vorteil der geometrischen Quantisierung ist ihre Unabhängigkeit von gewählten Koordinaten und ihre geometrische Anschaulichkeit. Ein Nachteil sind die mit dem Kalkül verbundenen mathematischen Schwierigkeiten, insbesondere das Fehlen eines geeigneten Maßes für die unendlichdimensionalen Räume im Fall von Feldtheorien.